# テレグノシス
テレグノシス（欧字名:Telegnosis、1999年5月11日 - 2022年1月30日）は、日本の競走馬、種牡馬。
2002年のNHKマイルカップ（GI）の優勝馬である。トニービン産駒らしく東京競馬場での競走を得意にしていた。その他の勝ち鞍に2004年の毎日王冠（GII）、2003年の京王杯スプリングカップ（GII）があり、これらも東京競馬場で施行されている。また、重賞以外の勝利も東京競馬場でのもので、その勝ち鞍のすべてが東京競馬場ということになる。
主戦騎手は勝浦正樹だったが、2006年の安田記念以降は乗り替わりとなり、引退まで一度も騎乗していない。
馬名は、造語で「千里眼」・「遠知能力」を意味する「Telegnosis」から名づけられた。

## 戦績

### 2001年
新馬戦では藤田伸二が手綱を取るが11着と敗退。折り返しの新馬戦で初勝利。12月の暮れの500万下特別のさざんか賞はローマンエンパイアの2着となる。

### 2002年
若竹賞は2着、うぐいす賞で2勝目を挙げた。重賞初挑戦となったスプリングステークスではタニノギムレットとの差のない2着となり、実力が評価された。本来なら皐月賞へ出走する権利があるが、得意の東京コースを選ぶとともに間隔を空けてNHKマイルカップに出走。4番人気で初GI制覇を成し遂げた。鞍上の勝浦正樹と調教師の杉浦も初GI制覇となった。同レースでは2回斜行し、進路妨害による降着かと思われたが、15分の審議の結果降着処分にはならなかった。被害を受けたタニノギムレットの鞍上武豊はこのことに激怒したという。次走の東京優駿（日本ダービー）では11着に敗退する。秋シーズンはマイル路線に集中して古馬と対戦するが、まったく実績を残せなかった。

### 2003年
安田記念の前哨戦京王杯スプリングカップでひさびさの勝利を挙げるが、本番の安田記念では主戦の勝浦が騎乗停止処分となったため、ミルコ・デムーロが手綱を取るが7着と敗退。内側有利の前の馬が残る馬場であり、大外から後方一気で追い込むテレグノシスにとっては不利な条件であった。その後夏場はフランスへと遠征し、同馬主で同一路線を歩むローエングリンとともに海外GIに挑戦。ジャック・ル・マロワ賞が3着、ムーランドロンシャン賞は12着。帰国後のマイルチャンピオンシップは14着、香港マイルは7着であった。

### 2004年
年明けから3か月の休養ののち、京王杯スプリングカップで2着と復調。本番の安田記念ではツルマルボーイの差のない2着と敗退。秋は毎日王冠を制覇して東京の重賞レース3勝目を挙げる。続く天皇賞（秋）ではゼンノロブロイと人気を分け合い、2番人気に支持されるが11着と敗退してしまう。このレースでは直線で大外通った人気馬らが揃って敗退し、内を通った人気薄の馬が2､3着を占めるという結果となった。マイルチャンピオンシップでは横山典弘が手綱を取り、3着。香港マイルは14着となる。

### 2005年
6歳となったこの年は確かな衰えを感じさせるレースとなり、安田記念では香港の最強短距離馬であるサイレントウィットネスやブリッシュラックなども参戦した中で1番人気に支持されるが6着と敗退。秋シーズンも毎日王冠の2着が最高で、未勝利に終わった。

### 2006年
引き続き現役を続け、主戦の勝浦を外して結果を残そうとするが未勝利で終わり、安田記念は9着、最後のレースとなったマイルチャンピオンシップでは11着となり、11月22日に競走馬登録を抹消して引退した。

## 競走成績
以下の内容はnetkeiba.comの情報に基づく。
| 競走日     | 競馬場     | 競走名                     | 格      | 距離（馬場）  | 頭 数 | 枠 番 | 馬 番 | オッズ （人気） | 着順 | タイム （上がり3F） | 着差 | 騎手        | 斤量 [kg] | 1着馬（2着馬）       | 馬体重 [kg] |
| ---------- | ---------- | -------------------------- | ------- | ------------- | ----- | ----- | ----- | --------------- | ---- | ------------------- | ---- | ----------- | --------- | -------------------- | ----------- |
| 2001.11.04 | 東京       | 2歳新馬                    |         | ダ1600m（重） | 15    | 3     | 4     | 004.80（3人）   | 11着 | R1:41.9（39.9）     | -2.1 | 0藤田伸二   | 54        | レザーノート         | 476         |
| 0000.11.17 | 東京       | 2歳新馬                    |         | 芝1400m（良） | 13    | 1     | 1     | 006.60（4人）   | 01着 | R1:23.1（35.9）     | -0.7 | 0藤田伸二   | 54        | （ダイワフロリダ）   | 466         |
| 0000.12.16 | 阪神       | さざんか賞                 | 500万下 | 芝1400m（良） | 14    | 8     | 13    | 005.50（3人）   | 03着 | R1:22.1（36.3）     | -0.9 | 0藤田伸二   | 54        | ローマンエンパイア   | 462         |
| 2002.01.19 | 東京       | 若竹賞                     | 500万下 | 芝1600m（良） | 16    | 6     | 12    | 004.60（3人）   | 02着 | R1:36.1（34.5）     | -0.1 | 0勝浦正樹   | 55        | モンテブライアン     | 464         |
| 0000.02.03 | 東京       | うぐいす賞                 | 500万下 | 芝1600m（稍） | 13    | 5     | 6     | 002.10（1人）   | 01着 | R1:36.5（35.7）     | -0.1 | 0勝浦正樹   | 55        | （アサクサキニナル） | 464         |
| 0000.03.17 | 中山       | スプリングS                | GII     | 芝1800m（良） | 16    | 7     | 14    | 041.20（8人）   | 02着 | R1:46.9（34.5）     | -0.0 | 0勝浦正樹   | 56        | タニノギムレット     | 462         |
| 0000.05.04 | 東京       | NHKマイルC                 | GI      | 芝1600m（良） | 18    | 1     | 1     | 014.30（4人）   | 01着 | R1:33.1（34.8）     | -0.3 | 0勝浦正樹   | 57        | （アグネスソニック） | 458         |
| 0000.05.26 | 東京       | 東京優駿                   | GI      | 芝2400m（良） | 18    | 3     | 6     | 012.10（4人）   | 11着 | R2:27.2（36.0）     | -1.0 | 0勝浦正樹   | 57        | タニノギムレット     | 458         |
| 0000.10.19 | 中山       | 富士S                      | GIII    | 芝1600m（良） | 15    | 4     | 7     | 005.90（3人）   | 04着 | R1:32.7（34.5）     | -0.4 | 0勝浦正樹   | 57        | メイショウラムセス   | 462         |
| 0000.11.17 | 京都       | マイルCS                   | GI      | 芝1600m（良） | 18    | 2     | 4     | 021.20（9人）   | 04着 | R1:32.9（34.1）     | -0.1 | 0勝浦正樹   | 56        | トウカイポイント     | 462         |
| 2003.03.02 | 中山       | 中山記念                   | GII     | 芝1800m（重） | 12    | 7     | 10    | 006.80（3人）   | 08着 | R1:49.2（36.9）     | -1.6 | 0勝浦正樹   | 57        | ローエングリン       | 462         |
| 0000.04.06 | 中山       | ダービー卿CT               | GIII    | 芝1600m（重） | 14    | 3     | 3     | 003.90（1人）   | 06着 | R1:34.2（35.8）     | -0.3 | 0勝浦正樹   | 57        | ダンツジャッジ       | 468         |
| 0000.05.18 | 東京       | 京王杯SC                   | GII     | 芝1400m（良） | 13    | 7     | 11    | 013.80（5人）   | 01着 | R1:21.0（33.6）     | -0.2 | 0勝浦正樹   | 59        | （キスミーテンダー） | 466         |
| 0000.06.08 | 東京       | 安田記念                   | GI      | 芝1600m（良） | 18    | 8     | 18    | 004.10（2人）   | 07着 | R1:32.5（34.0）     | -0.4 | 0M.デムーロ | 58        | アグネスデジタル     | 464         |
| 0000.08.17 | ドーヴィル | ジャック・ル・マロワ賞     | G1      | 芝1600m（稍） | 12    |       | 8     | 00 - 0          | 03着 | R1:38.5             | -0.2 | 0勝浦正樹   | 59        | Six Perfections      | 計不        |
| 0000.09.07 | ロンシャン | ムーラン・ド・ロンシャン賞 | G1      | 芝1600m（稍） | 14    |       | 6     | 00 - 0          | 13着 | R1:40.1             | -1.4 | 0勝浦正樹   | 58        | Nebraska Tornado     | 計不        |
| 0000.11.23 | 京都       | マイルCS                   | GI      | 芝1600m（良） | 18    | 8     | 17    | 015.50（6人）   | 14着 | R1:34.1（34.5）     | -0.8 | 0勝浦正樹   | 57        | デュランダル         | 464         |
| 0000.12.14 | 沙田       | 香港マイル                 | G1      | 芝1600m（良） | 14    |       | 3     | 00 - 0          | 07着 | R1:35.0             | -0.8 | 0勝浦正樹   | 57        | Lucky Owners         | 466         |
| 2004.05.16 | 東京       | 京王杯SC                   | GII     | 芝1400m（稍） | 18    | 6     | 11    | 011.90（5人）   | 02着 | R1:20.4（33.4）     | -0.0 | 0勝浦正樹   | 58        | ウインラディウス     | 476         |
| 0000.06.06 | 東京       | 安田記念                   | GI      | 芝1600m（稍） | 18    | 5     | 9     | 007.40（4人）   | 02着 | R1:32.6（34.1）     | -0.0 | 0勝浦正樹   | 58        | ツルマルボーイ       | 470         |
| 0000.10.10 | 東京       | 毎日王冠                   | GII     | 芝1800m（稍） | 18    | 6     | 11    | 003.00（1人）   | 01着 | R1:46.0（33.4）     | -0.1 | 0勝浦正樹   | 58        | （ローエングリン）   | 474         |
| 0000.10.31 | 東京       | 天皇賞（秋）               | GI      | 芝2000m（稍） | 18    | 1     | 2     | 006.40（2人）   | 11着 | R2:00.6（35.5）     | -1.7 | 0勝浦正樹   | 58        | ゼンノロブロイ       | 472         |
| 0000.11.21 | 京都       | マイルCS                   | GI      | 芝1600m（良） | 16    | 4     | 8     | 011.40（5人）   | 03着 | R1:33.5（34.0）     | -0.5 | 0横山典弘   | 57        | デュランダル         | 474         |
| 0000.12.12 | 沙田       | 香港マイル                 | G1      | 芝1600m（良） | 14    |       | 3     | 00 - 0          | 14着 | R1:35.9             | -1.3 | 0横山典弘   | 57        | Firebreak            | 477         |
| 2005.04.16 | 阪神       | マイラーズC                | GII     | 芝1600m（良） | 16    | 6     | 12    | 013.00（4人）   | 06着 | R1:34.1（33.7）     | -0.6 | 0勝浦正樹   | 58        | ローエングリン       | 480         |
| 0000.05.15 | 東京       | 京王杯SC                   | GII     | 芝1400m（良） | 18    | 7     | 14    | 004.80（2人）   | 03着 | R1:21.0（34.3）     | -0.7 | 0勝浦正樹   | 58        | アサクサデンエン     | 484         |
| 0000.06.05 | 東京       | 安田記念                   | GI      | 芝1600m（良） | 18    | 8     | 17    | 005.80（1人）   | 06着 | R1:32.7（34.2）     | -0.4 | 0勝浦正樹   | 58        | アサクサデンエン     | 478         |
| 0000.10.09 | 東京       | 毎日王冠                   | GII     | 芝1800m（稍） | 17    | 2     | 4     | 009.60（6人）   | 02着 | R1:46.8（32.6）     | -0.3 | 0勝浦正樹   | 58        | サンライズペガサス   | 472         |
| 0000.10.30 | 東京       | 天皇賞（秋）               | GI      | 芝2000m（良） | 18    | 7     | 15    | 022.30（7人）   | 14着 | R2:00.9（32.8）     | -0.8 | 0勝浦正樹   | 58        | ヘヴンリーロマンス   | 470         |
| 0000.11.20 | 京都       | マイルCS                   | GI      | 芝1600m（良） | 17    | 7     | 15    | 045.50（8人）   | 12着 | R1:32.7（33.6）     | -0.6 | 0勝浦正樹   | 57        | ハットトリック       | 472         |
| 2006.04.02 | 中山       | ダービー卿CT               | GIII    | 芝1600m（良） | 16    | 6     | 12    | 011.70（6人）   | 05着 | R1:32.9（33.1）     | -0.5 | 0勝浦正樹   | 58.5      | グレイトジャーニー   | 484         |
| 0000.05.13 | 東京       | 京王杯SC                   | GII     | 芝1400m（稍） | 14    | 3     | 4     | 005.00（2人）   | 03着 | R1:22.3（34.0）     | -0.5 | 0勝浦正樹   | 58        | オレハマッテルゼ     | 480         |
| 0000.06.04 | 東京       | 安田記念                   | GI      | 芝1600m（良） | 18    | 2     | 3     | 007.40（5人）   | 09着 | R1:33.6（34.3）     | -1.0 | 0武豊       | 58        | ブリッシュラック     | 474         |
| 0000.08.06 | 新潟       | 関屋記念                   | GIII    | 芝1600m（良） | 18    | 2     | 3     | 003.00（1人）   | 03着 | R1:32.8（33.1）     | -0.3 | 0横山典弘   | 58        | カンファーベスト     | 474         |
| 0000.10.08 | 東京       | 毎日王冠                   | GII     | 芝1800m（良） | 16    | 8     | 15    | 016.00（8人）   | 06着 | R1:45.7（34.1）     | -0.2 | 0大野拓弥   | 58        | ダイワメジャー       | 468         |
| 0000.10.21 | 東京       | 富士S                      | GIII    | 芝1600m（良） | 18    | 4     | 8     | 007.40（4人）   | 06着 | R1:33.4（33.8）     | -0.6 | 0大野拓弥   | 58        | キネティクス         | 468         |
| 0000.11.19 | 京都       | マイルCS                   | GI      | 芝1600m（良） | 18    | 3     | 5     | 066.6（17人）   | 11着 | R1:33.7（34.9）     | -1.0 | 0蛯名正義   | 57        | ダイワメジャー       | 468         |

## 種牡馬時代
2007年から2012年までレックススタッドで種牡馬として繋養されていた。初年度だった2007年は受胎確認後条件20万円、産駒誕生後条件30万円の種付け料だった。
2010年に初年度産駒がデビューし、その中で7月17日に新潟競馬場で行われたメイクデビュー新潟にてマイネイサベルが勝利し、産駒の中央競馬初勝利を記録した。マイネイサベルは9月5日の新潟2歳ステークスも制し、産駒の中央重賞初勝利、2010年デビューの新種牡馬の重賞勝利一番乗りも果たしている。
ただ、マイネイサベル以外の産駒は総じて不振だったこともあり、2012年を最後に種牡馬を引退した。引退報道前にマイネイサベルが重賞2勝目を挙げていたが、その時点ですでにレックススタッドを退厩していたという。
テレグノシスはその後、札幌市清田区の乗馬クラブ・モモセライディングファームで功労馬として余生を送っていたが、2022年1月30日に死亡した。23歳没。

### 主な産駒
- 2008年産
  - マイネイサベル（府中牝馬ステークス、中山牝馬ステークス、新潟2歳ステークス）
- 2011年産
  - コスモレグノ（初夏賞）

### ブルードメアサイアーとしての主な産駒
- 2019年産
  - グラーツィア（園田プリンセスカップ、東海クイーンカップ）

## 血統表
| テレグノシスの血統（ゼダーン系（グレイソヴリン系）/Hyperion4×5=9.38%） | テレグノシスの血統（ゼダーン系（グレイソヴリン系）/Hyperion4×5=9.38%） | テレグノシスの血統（ゼダーン系（グレイソヴリン系）/Hyperion4×5=9.38%） | （血統表の出典）                          | （血統表の出典）      |
| 父系                                                                   | ゼダーン系（グレイソヴリン系）                                         | ゼダーン系（グレイソヴリン系）                                         | ゼダーン系（グレイソヴリン系）            | [ § 2 ]               |
| 父 *トニービン Tony Bin 1983 鹿毛                                      | 父の父*カンパラ Kampala 1976 黒鹿毛                                    | Kalamoun                                                               | *ゼダーン                                 | *ゼダーン             |
| 父 *トニービン Tony Bin 1983 鹿毛                                      | 父の父*カンパラ Kampala 1976 黒鹿毛                                    | Kalamoun                                                               | Khairunissa                               |                       |
| 父 *トニービン Tony Bin 1983 鹿毛                                      | 父の父*カンパラ Kampala 1976 黒鹿毛                                    | State Pension                                                          | *オンリーフォアライフ                     | *オンリーフォアライフ |
| 父 *トニービン Tony Bin 1983 鹿毛                                      | 父の父*カンパラ Kampala 1976 黒鹿毛                                    | State Pension                                                          | Lorelei                                   |                       |
| 父 *トニービン Tony Bin 1983 鹿毛                                      | 父の母Severn Bridge 1965 栗毛                                          | Hornbeam                                                               | Hyperion                                  | Hyperion              |
| 父 *トニービン Tony Bin 1983 鹿毛                                      | 父の母Severn Bridge 1965 栗毛                                          | Hornbeam                                                               | Thicket                                   |                       |
| 父 *トニービン Tony Bin 1983 鹿毛                                      | 父の母Severn Bridge 1965 栗毛                                          | Priddy Fair                                                            | Preciptic                                 | Preciptic             |
| 父 *トニービン Tony Bin 1983 鹿毛                                      | 父の母Severn Bridge 1965 栗毛                                          | Priddy Fair                                                            | Campanette                                |                       |
| 母 メイクアウィッシュ 1987 栗毛                                        | 母の父*ノーザンテースト Northern Taste 1971 栗毛                       | Northern Dancer                                                        | Nearctic                                  | Nearctic              |
| 母 メイクアウィッシュ 1987 栗毛                                        | 母の父*ノーザンテースト Northern Taste 1971 栗毛                       | Northern Dancer                                                        | Natalma                                   |                       |
| 母 メイクアウィッシュ 1987 栗毛                                        | 母の父*ノーザンテースト Northern Taste 1971 栗毛                       | Lady Victoria                                                          | Victoria Park                             | Victoria Park         |
| 母 メイクアウィッシュ 1987 栗毛                                        | 母の父*ノーザンテースト Northern Taste 1971 栗毛                       | Lady Victoria                                                          | Lady Angela                               |                       |
| 母 メイクアウィッシュ 1987 栗毛                                        | 母の母*メッシーナ Messina 1975 栗毛                                    | Secretariat                                                            | Bold Ruler                                | Bold Ruler            |
| 母 メイクアウィッシュ 1987 栗毛                                        | 母の母*メッシーナ Messina 1975 栗毛                                    | Secretariat                                                            | Somethingroyal                            |                       |
| 母 メイクアウィッシュ 1987 栗毛                                        | 母の母*メッシーナ Messina 1975 栗毛                                    | Aphonia                                                                | Dunce                                     | Dunce                 |
| 母 メイクアウィッシュ 1987 栗毛                                        | 母の母*メッシーナ Messina 1975 栗毛                                    | Aphonia                                                                | Gambetta                                  |                       |
| 母系(F-No.)                                                            | 5号族(FN:5-h)                                                          | 5号族(FN:5-h)                                                          | 5号族(FN:5-h)                             | [ § 3 ]               |
| 5代内の近親交配                                                        | Hyperion4×5、Lady Angela4×5、Nasrullah5×5                              | Hyperion4×5、Lady Angela4×5、Nasrullah5×5                              | Hyperion4×5、Lady Angela4×5、Nasrullah5×5 | [ § 4 ]               |
| 出典                                                                   | 1. 2. 3. 4.                                                            | 1. 2. 3. 4.                                                            | 1. 2. 3. 4.                               | 1. 2. 3. 4.           |